# L'amore fa volare
L'amore fa volare è un singolo del cantante e paroliere francese di origini italiane Alex Rossi, pubblicato dall'etichetta discografica Kwaidan Records il 16 maggio 2025 come primo singolo estratto dal secondo album in studio.

## Formati
Singolo (digitale)
1. L'amore fa volare (Album Version) – 3:03 (testo: Alex Rossi - musica: Paul de Homem-Christo)
2. L'amore fa volare (Extended Version) – 5:45 (testo: Alex Rossi - musica: Paul de Homem-Christo)

## Video musicale
Il video musicale, diretto dal fotografo e regista Marco Dos Santos (già all’opera per il video musicale di Tutto va bene quando facciamo l'amore) e girato a Parigi, è stato pubblicato sul canale YouTube dell'etichetta discografica Kwaidan Records il 9 luglio 2025.
- 2025 - Alex Rossi - L'amore fa volare (regia: Marco Dos Santos)[5]

## Crediti
- Testo: Alex Rossi
- Musica, arrangiamento, produzione: Paul de Homem-Christo
- Missaggio: Paul de Homem-Christo e Oliver Daxman
- Masterizzazione: Benjamin Joubert al Biduloscope (Parigi, Francia)
- Copertina: David Normant (MTPC)
- Fotografie promozionali: Danilo Samà
- Ufficio stampa: Hugo Buy (Francia) e CortoCorto (Italia)
- Edizioni musicali: Kwaidan Records
- Distribuzione digitale: IDOL
- Società di diritti d'autore: SACEM
- Numero di catalogo: KW220
- EAN: 3663729376787
- ISRC: FR13Z2500035/36
- ISWC: T-332.306.758-5

## Formazione
- Alex Rossi: voce
- Paul de Homem-Christo: chitarra, basso, programmazioni, cori